# Edward J. McCluskey
Edward J. McCluskey (16 de octubre de 1929, Orange, Nueva Jersey-13 de febrero de 2016, Palo Alto, California) fue un ingeniero estadounidense y profesor emérito en la Universidad de Stanford. Es un pionero en el campo de la Ingeniería eléctrica.

## Biografía
El profesor McCluskey trabajó en sistemas de conmutación electrónica en los Laboratorios de Bell Telephone de 1955 a 1959. En 1959, se trasladó a la Universidad de Princeton, donde fue profesor de Ingeniería Eléctrica y Director del Centro de Computación de la Universidad. En 1966, se incorporó a la Universidad de Stanford, donde es actualmente Profesor Emérito de Ingeniería Eléctrica y Ciencias de la computación, así como Director del Centro de Computación Confiable. Él fundó el Laboratorio de Sistemas Digitales de Stanford (ahora Laboratorio de Sistemas Computacionales) en 1969 y el Programa de Ingeniería en Computación de Stanford (en la actualidad Programa de Maestría en Ciencias de la Computación) en 1970. El Foro Computacional de Stanford (una Programa Afiliado de la Industria) fue iniciado por el Dr McCluskey y dos colegas en 1970, y fue su Director hasta 1978. Profesor McCluskey dirige al Simposio de fiabilidad y pruebas. Ha orientado a más de 70 estudiantes de doctorado y tiene en ampliación una familia de 'nietos' académicos. Era conocido por su agudo ingenio y sus hábitos excéntricos ocasionales, como su colección de sombreros. Falleció el 13 de febrero de 2016.

## Enfoque de la investigación
McCluskey desarrolló el primer algoritmo para el diseño de circuitos combinacionales - el procedimiento de minimización  lógica Quine-McCluskey mientras estudiaba el doctorado en el MIT. Su tesis, bajo la supervisión de Samuel H. Caldwell fue entitulada Minimización Algebraica y el diseño de dos terminales de redes de contactos (1956). En los Laboratorios Bell y Princeton, desarrolló la moderna teoría de los transitorios (los riesgos) en las redes de la lógica y formuló el concepto de modos de funcionamiento de los circuitos secuenciales. Su investigación en Stanford se centra en la lógica de las pruebas, la síntesis, el diseño para comprobabilidad, y tolerantes de fallos de cálculo. Professor McCluskey y sus estudiantes en el Centro de Computación Confiable trabajaron en muchas ideas clave de la falla de la equivalencia, la modelación probabilística de redes lógicas, verificación pseudo-exhaustiva, y procesadores de vigilancia. Él colaboró con investigadores Signeticos en el desarrollo de una de las primeras implementaciones prácticas de lógica multivaluada, y a continuación, elaboraron una técnica de diseño para este tipo de circuitos eléctricos.

## Membresía en las organizaciones
El doctor McCluskey se desempeñó como el primer presidente de la Sociedad Computacional de IEEE. Recibió en 1996 el Premio Emmanuel Piore R de IEEE. Es miembro de la IEEE, AAAS, y ACM, y miembro de NAE (1998). Tiene doctorados honorarios de la Universidad de Grenoble y de Bowdoin College.